# Paperino e l'aspirapolvere fatato
Paperino e l'aspirapolvere fatato è una storia a fumetti del 1956 ideata e realizzata da Carlo Chendi e Luciano Bottaro.

## Storia editoriale
Pubblicata sull'Albo d'Oro n.13 dell'aprile del 1956, la storia è ideata da Carlo Chendi e dal disegnatore Luciano Bottaro.
Bottaro disegna il personaggio di Nocciola fedele al model-sheet di Barks e tratteggiando i personaggi di contorno ispirandosi principalmente al tratto di Gottfredson. La stessa ambientazione proposta da Chendi è quella di una Paperopoli un po' mista in cui orbitano un po' tutti i personaggi disneyani, anche se in Italia sta iniziando, proprio in quegli anni, a formarsi l'idea di una Topolinia, città di residenza per Topolino, Pippo e per il commissario Basettoni.
Dopo il suo esordio nel corto d'animazione Trick or Treat e nella barksiana Paperino e le forze occulte, entrambi del 1952, il personaggio di Nocciola ritorna in una storia italiana: 

## Trama
La vicenda prende avvio con l'ennesimo rifiuto da parte di Paperone di concedere un prestito, questa volta ai suoi nipotini: Qui, Quo, Qua. Nocciola, allora, decide di intervenire e, in un calderone bollente dal quale escono mistici e terrificanti fumi, bolle una pozione al cui interno immerge un vecchio aspirapolvere. Munita di questo magico attrezzo, la strega si dirige al palazzo di Paperone (in quel periodo, in Italia, ancora si soleva sistemare il ricco magnate in un palazzo al centro della città) e fa sparire al suo interno tutte le sostanze del vecchio papero, lasciandolo a guardare impotente: sin da questo suo esordio italiano si dimostra l'unica in grado di spillar quattrini al ricco papero (vedi anche http://coa.inducks.org/coa/c1/story.php/5/I+MD++++3-1).
Tornata a casa, Nocciola consegna l'aspirapolvere ai tre paperini, che lo ripongono in un ripostiglio, quindi vanno a fare un giro a cavallo della scopa Belzebù. In loro assenza, però, Paperino vende ad un rigattiere un vecchio tappeto e l'aspirapolvere fatato, non sapendo che, in cambio dei 50 dollari ricevuti (che ha intenzione di dare ai nipotini per finanziare le casse dei Giovani Esploratori) ha venduto ben tre ettari cubici di denaro!
Al ritorno dei ragazzi inizia un'incredibile caccia al tesoro, per sfortuna il rigattiere non ricorda a chi ha venduto i due oggetti ricevuti da Paperino, così, mentre lo zione e il suo improvvido nipote finiscono nelle grinfie di due spietati gangster, Nocciola e i nipotini sono preda degli scherzi di due monellacci, che solo a pochi minuti dallo scoppio di una bomba su cui sono seduti i due zii di Qui, Quo, Qua rivelano il nascondiglio dell'aspirapolvere. A quel punto Nocciola manda Belzebù a prelevare gli ostaggi e quindi riconsegna a Paperone il possesso delle sue sostanze. Paperone, provato dalla terribile esperienza, consente ai nipotini di prendere tutto il denaro che serve loro per finanziare le opere pie che hanno intenzione di portare avanti, mentre Nocciola ritorna al suo paese, almeno fino alla sua successiva avventura nel nostro mondo, ovvero Pippo e l'aspirapolvere fatato.